# Озёрное (Башкортостан)
Озёрное (баш. Күлле) — деревня в Абзелиловском районе Республики Башкортостан России, относится к Краснобашкирскому сельсовету. Согласно переписи населения 2020 года население составляло 589 человек. 
С 2005 года имеет современный статус, с 2007 года носит современное название.

## История
Основана в 1930‑е годы в связи с организацией совхоза «Красная Башкирия» как посёлок Озёрного отделения совхоза.
Статус деревнт, сельского населённого пункта, посёлок получил согласно Закону Республики Башкортостан от 20 июля 2005 года N 211-з «О внесении изменений в административно-территориальное устройство Республики Башкортостан в связи с образованием, объединением, упразднением и изменением статуса населенных пунктов, переносом административных центров», ст.1:

6. Изменить статус следующих населенных пунктов, установив тип поселения — деревня:
1) в Абзелиловском районе:…

ж) поселка Озерного отделения совхоза Краснобашкирского сельсовета
До 10 сентября 2007 года называлось деревней Озерного отделения совхоза.

## Население
| 1968 | 2002 | 2009 | 2010 |
| ---- | ---- | ---- | ---- |
| 489  | ↗520 | ↗589 | ↗595 |

Историческая численность населения: в 1939—112 чел.; 1959—323; 1989—419; 2002—520; 2010—595.
Национальный состав
Согласно переписи 2002 года, преобладающая национальность посёлка Озерного отделения совхоза — башкиры (70 %).

## География
Находится возле озера Мулдаккуль (Тозлокуль, Солёного).

### Географическое положение
Расстояние до:
- районного центра (Аскарово): 33 км,
- центра сельсовета (Красная Башкирия): 9 км,
- ближайшей железнодорожной станции (Магнитогорск): 20 км.

## Инфраструктура
Население занято в СПК «Красная Башкирия». Есть основная школа (филиал Михайловской средней школы), детский сад, фельдшерско-акушерский пункт, клуб.

## Религия
В деревне есть мечеть Алсу.

## Достопримечательности
Солёное озеро Мулдаккуль - памятник природы.